# Joaquim Serra (Mathematiker)
Joaquim Serra Montolí (* 20. Oktober 1986 in Barcelona) ist ein spanischer Mathematiker.
Serra studierte an der Polytechnischen Universität Kataloniens (UPC) in Barcelona mit dem Master-Abschluss 2010 und der Promotion bei Xavier Cabré 2014 (Dissertation: Elliptic and parabolic PDEs: regularity for nonlocal diffusion equations and two isoperimetric problems). Als Post-Doktorand ging er in die Industrie (Berater bei der Arcvi Big Data Agency), war teilweise an der UPC, am Weierstraß-Institut für Angewandte Analysis und Stochastik in Berlin bei Enrico Valdinoci und ab 2016 an der ETH Zürich bei Alessio Figalli. Ab 2018 ist er SNF Ambizione Fellow an der ETH Zürich, im Dezember 2020 wurde er dort zum Assistenzprofessor für Mathematik am Departement Mathematik ernannt. Im Jahr 2024 wurde er zum außerordentlichen Professor am Fachbereich Mathematik ernannt.
Er befasst sich mit Regularitätsfragen elliptischer und parabolischer partieller Differentialgleichungen, Reaktions-Diffusions-Gleichungen, Phasenübergängen, Minimalflächen, freien Randwertproblemen und Integro-Differentialgleichungen.
2016 erhielt er den Josep-Teixidó-Preis der katalanischen mathematischen Gesellschaft, 2018 den Jose Luis Rubio de Francia Preis der königlich spanischen mathematischen Gesellschaft und 2019 den Antonio Valle Preis der spanischen Gesellschaft für angewandte Mathematik. Für 2020/21 erhielt er den EMS-Preis (Vortrag: From branching singularities of minimal surfaces to non-smoothness points on an ice-water interface).

## Schriften (Auswahl)
- mit Xavier Ros-Oton: The Dirichlet problem for the fractional Laplacian: regularity up to the boundary, Journal de Mathématiques Pures et Appliquées, Band 101, 2014, S. 275–302, Arxiv
- mit X. Ros-Oton: The Pohozaev identity for the fractional Laplacian, Archive for Rational Mechanics and Analysis, Band 213, 2014, S. 587–628, Arxiv
- mit X. Ros-Oton: The extremal solution for the fractional Laplacian, Calculus of Variations and Partial Differential Equations, Band 50, 2014, S. 723–750, Arxiv
- Regularity for fully nonlinear nonlocal parabolic equations with rough kernels, Calculus of Variations and Partial Differential Equations, Band 54, 2015, S. 615–629, Arxiv
- mit X. Ros-Oton: Nonexistence results for nonlocal equations with critical and supercritical nonlinearities, Communications in Partial Differential Equations, Band 40, 2015, S. 115–133, Arxiv
- mit X. Ros-Oton: Regularity theory for general stable operators, Journal of Differential Equations, Band 260, 2016, S. 8675–8715, Arxiv
- mit X. Ros-Oton: Boundary regularity for fully nonlinear integro- differential equations, Duke Math. J., Band 165, 2016, S. 2079–2154. Arxiv
- mit  S. di Pierro,  E. Valdinoci: Improvement of flatness for nonlocal phase transitions, erscheint in American Journal of Mathematics, Arxiv 2016
- mit A. Figalli: On stable solutions for boundary reactions: a De Giorgi type result in dimension 4+1, erscheint in Inventiones Mathematicae, Arxiv 2017
- mit Luis Caffarelli, X. Ros-Oton: Obstacle problems for integro-differential operators: regularity of solutions and free boundaries, Invent. Math., Band 208, 2017, S. 1155–1211. Arxiv
- mit A. Figalli,  X. Ros-Oton: Generic regularity of free boundaries for the obstacle problem, Arxiv 2019
- mit X. Cabré, A. Figalli, X. Ros-Oton: Stable solutions to semilinear elliptic equations are smooth up to dimension 9, Arxiv, 2019
- mit A. Figalli: On the fine structure of the free boundary for the classical obstacle problem, Invent. Math., Band 215, 2019, S. 311–366. Arxiv
- mit E. Cinti, E. Valdinoci: Quantitative flatness results and BV-estimates for nonlocal minimal surfaces,  J. Differential Geom., Band 112, 2019, S. 447–504. Arxiv